# Je ne sais pas pourquoi
Singles de Kylie Minogue
The Loco-Motion
(1988) Especially for You
(1988)
Clip vidéo
Je ne sais pas pourquoi
Made in Heaven
sur YouTube
Je ne sais pas pourquoi (aussi connu sous le titre I Still Love You (Je Ne Sais Pas Pourquoi)) est une chanson de l'actrice et chanteuse australienne Kylie Minogue extraite de son premier album studio, intitulé Kylie et sorti au Royaume-Uni le 4 juillet 1988.
Le 10 octobre 1988, trois mois après la sortie de l'album, la chanson a été publiée en single. C'était le quatrième single tiré de cet album (après I Should Be So Lucky, Got to Be Certain et The Loco-Motion).
Le single a passé trois semaines à la 2e place du hit-parade britannique (en octobre–novembre 1988).

## Composition
La chanson est écrite et produite par Mike Stock, Matt Aitken et Pete Waterman.